# Vampire Night
Vampire Night (ヴァンパイアナイト?, Banpaia Naito) è un videogioco arcade di tipo sparatutto in prima persona con light gun, pubblicato da Namco nel 2000 e convertito per PlayStation 2 dall'anno dopo.
In versione arcade dialoghi e didascalie sono disponibili in lingua inglese oppure giapponese: la conversione contempla invece traduzione e doppiaggio in numerose lingue, tra cui l'italiano.

## Trama
Antefatto: nel 1706, in Francia, il vampiro Auguste, stanco di perseverare in nefandezze di ogni genere, aveva creato dal nulla due dampiri affinché lo uccidessero, unico modo per porre fine alla propria esistenza. Michel e Albert, questi i nomi dei due dampiri, inizialmente si rifiutarono sapendo che il loro destino era inesorabilmente legato a quello del loro creatore, salvo poi cambiare idea, ma proprio allora Auguste ci ripensò e per sfuggire a essi si rese irreperibile. 
Esattamente tre secoli dopo, nel 2006, Auguste fa ritorno nel suo castello e invia vampiri e altri esseri mostruosi al suo servizio contro gli abitanti del villaggio nei pressi, ma viene localizzato da Michel e Albert, che non avevano mai smesso di cercarlo. Inizia così la lotta tra la Luce (Michel e Albert, armati di pistole) e l'Oscurità (Auguste e i suoi vampiri). Una ragazzina del villaggio, Caroline, salvata dagli eroi, si affeziona loro al punto da accompagnarli per tutto il cammino. Solo alla fine, quando Albert e Michel giungono al cospetto di Auguste, sarà da loro obbligata a non assistere al durissimo scontro che sta per innescarsi. E questo perché i dampiri sanno che sono comunque destinati a morire: o verranno uccisi da Auguste, oppure diventeranno polvere come lui. Auguste soccombe, l'Oscurità viene spazzata via e, come era prevedibile, periscono anche i due eroici dampiri.
Nella sequenza finale, Caroline depone una pistola sul cenotafio che ha fatto costruire per onorare la memoria di Albert e Michel: una didascalia informa che sono passati sei mesi dal tragico scontro. Ma i due dampiri forse non sono morti veramente: forse ci sono proprio loro dietro quel colpo di vento che fa improvvisamente volare via il cappello della ragazzina...

## Modalità di gioco
I livelli di Vampire Night sono sei, cinque dei quali si concludono con un boss da affrontare. Si può giocare in singolo (in tal caso l'eroe in azione è sempre e solo Michel) o in modalità cooperativa.
Vampire Night ha alcune impostazioni molto simili ai videogiochi della serie di The House of the Dead:
- Il giocatore dispone di una pistola a sei colpi che deve essere periodicamente ricaricata; per farlo occorre puntare l'arma fuori dallo schermo.
- In alcuni livelli i percorsi possono variare in base a determinate azioni compiute dal giocatore.
- Le vite, che qui sono inizialmente 9, vengono recuperate - e anche eventualmente incrementate - grazie ai kit medici, che possono essere consegnati dalle persone salvate oppure trovati all'interno di oggetti distruttibili. Si perde una vita a ogni colpo ricevuto.

Se gli umani in pericolo non vengono salvati, essi si trasformeranno in mostri assassini (sorta di licantropi), e il giocatore sarà costretto a ucciderli per evitare di essere attaccato da loro. È possibile guadagnare ulteriori vite salvando tutti gli umani in ciascuno dei primi quattro livelli.

## Personaggi principali
- Michel e Albert, gli eroi della vicenda: i due dampiri, presentati inizialmente solo come cacciatori di vampiri. Un po' alla volta appariranno gli elementi rivelanti la loro vera natura: da ultimo gli occhi rossi sfavillanti. Nonostante siano stati entrambi creati da Auguste, in loro non c'è malvagità alcuna. Caratterialmente sono diversi: Albert ama molto gli umani e sa socializzare con essi, mentre Michel, introverso, li tiene a distanza, pur nutrendo per loro massimo rispetto.
- Caroline: la ragazzina che dopo essere stata salvata una prima volta dai dampiri li segue in tutte le peripezie successive (venendo anche presa temporaneamente in ostaggio dal vampiro-boss Guillaume) tranne nello scontro finale con Auguste, quando Michel e Albert le vieteranno di assistere alla loro morte. Ha un animo estremamente sensibile.
- Barthelemy, boss del livello 2: curiosa figura di vampiro-filosofo, alla ricerca del senso della vita. Non si sa chi fosse anteriormente alla vampirizzazione, di sicuro avvenuta prima del 1706 perché egli sa tutto dei due dampiri: il suo raffinato modo di porsi e il soprannome ("The Knight", ovvero 'il Cavaliere')  fanno pensare a un aristocratico. Affronta Michel e Albert dapprima col suo aspetto di vampiro, armato di spada, per poi trasformarsi in un golem, attaccando quindi a distanza. Una volta sconfitto, nella sua breve agonia chiederà ai dampiri il motivo per il quale essi hanno mostrato di preferire gli umani, senza ricevere risposta.
- Guillaume, boss del livello 3: uno scienziato pazzo, allontanato dai colleghi dopo i suoi diabolici esperimenti. Le letture sui vampiri l'hanno portato a credere che questi sono migliori degli umani. Dopo aver appreso dell'esistenza di Auguste, si è recato nel suo castello per farsi vampirizzare da lui. Tutto ciò è accaduto nel 2006, perché Guillaume non sa che Michel e Albert sono dampiri. Il suo soprannome è "The Genius" ('il Genio'). È un concentrato di cinismo e tracotanza, è lui che rapisce Caroline. Affronta gli eroi dapprima col suo aspetto di vampiro, lanciando rocce infocate, per poi trasformarsi in un enorme pipistrello capace di sparare un raggio laser dall'occhio destro. Irriducibile nelle sue convinzioni persino in seguito alla sconfitta, pur di non voler ammettere la superiorità dimostrata da quelli che ritiene essere due umani porrà fine alla propria agonia gettandosi nel vuoto, dopo aver emesso una delle sue tipiche risate sarcastiche.
- Raoul, boss del livello 4: un giovane schermitore diventato folle dopo la tragica morte della fidanzata Sophie, uccisa da persone mai identificate. Da allora ha in odio sé stesso (per non essere riuscito a salvare la ragazza) e l'intero genere umano. Venuto a sapere dell'esistenza di Auguste, si è recato da lui per poter diventare un implacabile vampiro giustiziere e "Dark Mind" ('Mente Buia') è il soprannome che si è quindi scelto. In realtà sussiste in Raoul una parte votata al Bene, che ogni tanto riemerge, ad esempio in occasione della morte di Guillaume (" Gli sta bene ", si lascia sfuggire). Al pari dello scienziato, Raoul è stato vampirizzato sicuramente nel XXI secolo: anch'egli infatti crede che i due cacciatori di vampiri siano umani, ignorando tutto della loro origine. Dotato dei poteri di levitazione e telecinesi, affronta Michel e Albert dapprima armato di spada, creando in pari tempo illusioni ottiche col proprio aspetto da vampiro, per poi trasportare gli eroi in una dimensione parallela, dove aizzerà contro di loro un mostro invulnerabile. Contrariamente agli altri nemici in Vampire Night, e fatto insolito per un boss in un videogioco d'azione, Raoul rimarrà in vita dopo la sua sconfitta.[N 1]
- Diane, boss del livello 5: una bionda sirena d'acqua dolce fattasi vampirizzare da Auguste per amore dopo averlo visto per la prima volta. Da allora l'ha sempre compiaciuto in tutto. Era presente al momento della creazione dei dampiri[N 2] e per tre secoli è rimasta quindi nascosta insieme ad Auguste e Barthelemy. Nonostante la coda di pesce, già oggetto di scherno da parte degli umani (che lei per questo odia), si sia mutata in un paio di bellissime gambe, per Diane l'acqua è ancora il suo elemento, in quanto ella ha ricreato il contesto di origine nella ghiacciaia del castello (donde appunto il soprannome "Queen of Ice", cioè 'Regina di Ghiaccio'), dove ha finito per insediarsi. Attacca più volte Michel e Albert col suo aspetto da vampira lanciando bolle velenose di colore blu, poi come sirena mostruosa nella ghiacciaia, scagliando dal suo corpo piccoli proiettili gelati simili a dardi, oppure producendo roteanti colonne d'acqua . Proclamerà il suo amore per Auguste anche dopo essere stata sconfitta, in punto di morte, ammettendo tuttavia che forse Caroline aveva ragione nel sostenere che umani e vampiri avrebbero potuto trovare un compromesso per una convivenza pacifica.
- Auguste, boss finale: l'antagonista principale, ispirato al conte Dracula. Nutre sia amore sia odio verso i due dampiri. Il suo disprezzo per gli umani è totale. Nella sua lunga vita si è innamorato solo di Diane e cerca invano di trattenerla quando lei gli dice di voler affrontare personalmente i dampiri. Dopo la morte di Diane non pensa che ad eliminare Michel e Albert, ma non si muove dalla stanza personale: rimane ad attenderli lì, seduto sul suo trono. Avrà un drammatico colloquio con loro, dando quindi il via al grande scontro. Affronta gli eroi dapprima scatenando orde di pipistrelli, poi facendo suoi alcuni attacchi dei precedenti vampiri-boss, infine con balzi a sorpresa dopo essersi reso ogni volta quasi completamente invisibile. In seguito alla sconfitta si polverizzerà, così come i dampiri.

## Livelli e boss
- Livello 1, Scarlet Snow Prelude ("Preludio della Neve Scarlatta" ) - nessun boss
- Livello 2, Sword Dance Sonata ("Sonata della Danza della Spada") - Boss: Barthelemy
- Livello 3, Burning Rhapsody ("Rapsodia di Fiamme") - Boss: Guillaume
- Livello 4, Phantasma Concerto ("Concerto del Fantasma") - Boss: Raoul
- Livello 5, Vinculum Nocturne - Boss: Diane
- Livello 6, Moonlight Symphony ("Sinfonia del Chiaro di Luna") - Boss: Auguste

Il livello 1 si svolge nei dintorni del villaggio, tutti gli altri invece nel castello di Auguste. Nel livello 5 non ci sono persone in pericolo, nel livello 6 né persone in pericolo né nemici comuni.

## Voci

### Doppiaggio in italiano
- Massimo Marinoni: Michel
- Alessandro Ricci: Albert
- Aldo Alessio: Raoul
- Angelo Cola: Auguste

## Accoglienza
| Testata                            | Giudizio |
| ---------------------------------- | -------- |
| GameRankings (media al 09-12-2019) | 67.80%   |
| Famitsū                            | 32/40    |
| IGN                                | 7.3/10   |

La rivista Famitsū diede alla versione per PlayStation 2 un punteggio di 32 su 40, mentre IGN gli assegnò un 7.3, affermando che il gioco era "buono".